# Acanthopotamon
Acanthopotamon is een geslacht van kreeftachtigen uit de klasse van de Malacostraca (hogere kreeftachtigen).

## Soorten
- Acanthopotamon fungosum (Alcock, 1909)
- Acanthopotamon martensi (Wood-Mason, 1875)
- Acanthopotamon panningi (Bott, 1966)